# یاسین بزاز
یاسین بزاز (عربی: ياسين بزاز؛ زادهٔ ۱۰ ژوئیهٔ ۱۹۸۱) بازیکن فوتبال اهل الجزایر است.
از باشگاه‌هایی که در آن بازی کرده‌است می‌توان به باشگاه فوتبال القبائل، باشگاه فوتبال آژاکسیو، باشگاه فوتبال والنسین، باشگاه فوتبال تروا، باشگاه فوتبال اتحاد الجزایر، باشگاه فوتبال استراسبورگ، باشگاه فوتبال قسنطینه و باشگاه فوتبال مولودیه وهران اشاره کرد.
وی همچنین در تیم‌های ملی فوتبال الجزایر بازی کرده‌است.